# Лабна

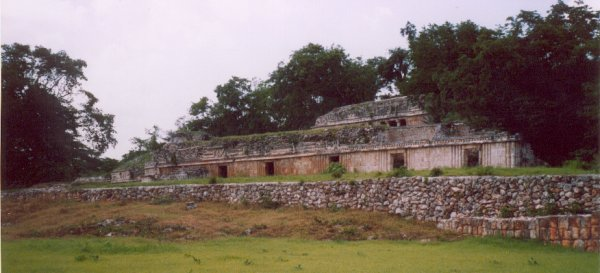
Дворец в Лабне

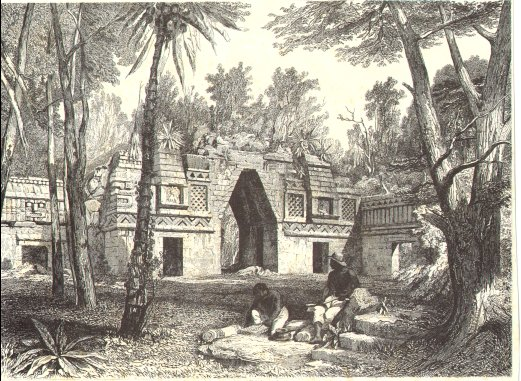
Арка в Лабне. Художник Фредерик Кезервуд

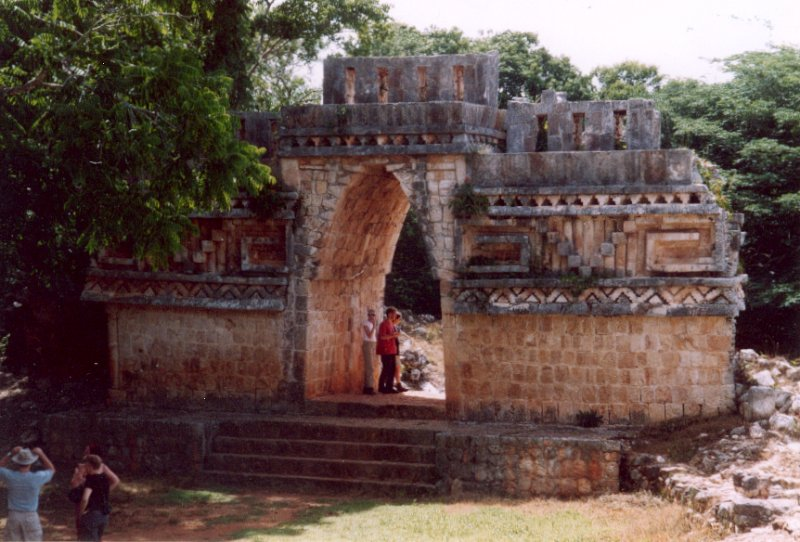
Арка в лабне — вид с обратной стороны

Лабна (юк. Labna, исп. Labná) — археологический памятник цивилизации майя, церемониальный комплекс классической эпохи (на одной из надписей имеется дата — 862 год н. э.). Находится на возвышенности Пуук на полуострове Юкатан, к югу от крупного майяского города Ушмаль. Вместе с Ушмалем считается единым памятником Всемирного наследия ЮНЕСКО с 1996 года и открыт для доступа туристов.
Первое письменное сообщение о Лабне составил Джон Ллойд Стивенс, посетивший это место вместе с художником Фредериком Кезервудом в 1842 году.
Памятник занимает небольшую территорию. Среди его известных сооружений — двухэтажный «дворец» длиной около 120 м — одно из наиболее длинных зданий в регионе Пуук. От дворца церемониальная дорога (сакбе) ведёт к искусно украшенной рельефами арке шириной 3 м и высотой 6 м. Арка не служила входом в город, а скорее была проходом из общедоступной зоны в священную. Рядом с аркой находится Эль-Мирадор (исп. «смотровая башня») — пирамида, на вершине которой находился храм. Кроме него, в Лабне находился Храм Колонн.